# Luigi Moretti (arcivescovo)
Luigi Moretti (Cittareale, 7 febbraio 1949) è un arcivescovo cattolico italiano, dal 4 maggio 2019 arcivescovo emerito di Salerno-Campagna-Acerno.

## Biografia
Nasce a Cittareale, in provincia e diocesi di Rieti, il 7 febbraio 1949.

### Formazione e ministero sacerdotale
Nel 1960 entra nel Pontificio Seminario Romano Minore, dove consegue la maturità classica nel 1968; passa poi al Pontificio Seminario Romano Maggiore.
Il 30 novembre 1974 è ordinato presbitero, per la diocesi di Roma, dal cardinale vicario Ugo Poletti.
Dopo l'ordinazione inizia a prestare servizio presso il Pontificio Seminario Romano Maggiore come assistente, incarico svolto fino al 1978. Insegna teologia morale fondamentale presso la facoltà teologica San Bonaventura e l'istituto Regina mundi dal 1976 al 1980, ed è, dal 1978 al 1983, vicario parrocchiale della chiesa di Santa Lucia in Roma per volontà del cardinale vicario Ugo Poletti.
Dopo aver lavorato dal 1983 al 1991 presso l'Ufficio Amministrativo della diocesi di Roma, è direttore dell'Ufficio Tecnico e segretario responsabile dell'Opera Romana per la Preservazione della Fede e la Provvista di nuove Chiese della diocesi di Roma dal 1991.
Nel 1988 papa Giovanni Paolo II lo insignisce del titolo onorifico di cappellano di Sua Santità. Il 7 dicembre 1993 lo stesso papa gli affida il compito di segretario generale del Vicariato Romano mentre il 12 dicembre successivo riceve il titolo di prelato d'onore di Sua Santità.
Presidente dell'Opera Mater Ecclesiae dal 1995 al 2000, è membro del Consiglio di presidenza dell'Opera romana pellegrinaggi dal 22 febbraio 1995 per volontà del cardinale Camillo Ruini, che, il 1º febbraio 1996 lo chiama a guidare il Centro diocesano per la pastorale della famiglia.
Già presidente del Comitato romano per il Giubileo del 2000, è membro della delegazione italiana nella commissione mista per il giubileo dal 10 giugno 1995.

### Ministero episcopale
Il 3 luglio 1998 papa Giovanni Paolo II lo nomina vescovo ausiliare di Roma, incaricato per il settore centro, e vescovo titolare di Mopta, conservando l'incarico di prelato segretario generale del vicariato di Roma. Il 12 settembre seguente riceve l'ordinazione episcopale, con il vescovo Rino Fisichella, nella basilica di San Giovanni in Laterano, dal cardinale Camillo Ruini, co-consacranti i vescovi Cesare Nosiglia e Clemente Riva.
Il 12 luglio 2000 riceve la nomina ad assistente ecclesiastico del Pio sodalizio dei Piceni e dal 31 gennaio 2001 è membro del comitato della fondazione di religione e culto Guido e Bice Schillaci Ventura.
Membro del Consiglio diocesano per gli affari economici della diocesi di Roma, è anche presidente della Commissione Famiglia e Vita della Conferenza episcopale laziale e assistente ecclesiastico nazionale dell'Unione Nazionale Italiana Trasporto Ammalati a Lourdes e Santuari Internazionali.
Il 17 ottobre 2003 viene promosso arcivescovo e nominato vicegerente della diocesi di Roma; succede a Cesare Nosiglia, precedentemente nominato arcivescovo-vescovo di Vicenza.
Il 10 giugno 2010 papa Benedetto XVI lo nomina arcivescovo metropolita di Salerno-Campagna-Acerno; succede a Gerardo Pierro, dimessosi per raggiunti limiti di età.
Durante il suo episcopato in Campania, è delegato per i beni ecclesiastici e l'edilizia di culto della Conferenza episcopale campana.
Il 18 dicembre 2018, dopo una scelta ponderata, annuncia le sue dimissioni da arcivescovo di Salerno-Campagna-Acerno per motivi di salute, soffrendo dapprima della labirintite e poi della sindrome di Menière, causa di perdite di equilibrio e svenimenti improvvisi. Il 4 maggio 2019 papa Francesco accoglie le dimissioni e nomina suo successore Andrea Bellandi, fino ad allora vicario generale di Firenze. Rimane amministratore apostolico dell'arcidiocesi fino all'ingresso del nuovo arcivescovo, avvenuto il 6 luglio seguente.
Da arcivescovo emerito continua a vivere a Salerno, nella parrocchia di San Giuseppe Lavoratore.
Nel marzo 2020 dichiara di essere guarito dal linfoma di Hodgkin, diagnosticatogli ad agosto dell'anno precedente e per il quale aveva effettuato un ciclo di chemioterapia.

## Araldica
Lo stemma scelto dall'arcivescovo Moretti è di colore rosso, attraversato da una banda ondata, con in alto una colomba ad ali spiegate e in basso una stella ad otto punte (il tutto in oro).
Il rosso dello scudo indica la fede, attraversata dalla grazia, rappresentata dalla banda ondata. La colomba indica lo Spirito Santo, che guida il cammino di un vescovo; la stella ad otto punte indica, invece, Maria, madre della Chiesa.

## Genealogia episcopale e successione apostolica
La genealogia episcopale è:
- Cardinale Scipione Rebiba
- Cardinale Giulio Antonio Santori
- Cardinale Girolamo Bernerio, O.P.
- Arcivescovo Galeazzo Sanvitale
- Cardinale Ludovico Ludovisi
- Cardinale Luigi Caetani
- Cardinale Ulderico Carpegna
- Cardinale Paluzzo Paluzzi Altieri degli Albertoni
- Papa Benedetto XIII
- Papa Benedetto XIV
- Papa Clemente XIII
- Cardinale Bernardino Giraud
- Cardinale Alessandro Mattei
- Cardinale Pietro Francesco Galleffi
- Cardinale Giacomo Filippo Fransoni
- Cardinale Carlo Sacconi
- Cardinale Edward Henry Howard
- Cardinale Mariano Rampolla del Tindaro
- Cardinale Gennaro Granito Pignatelli di Belmonte
- Cardinale Pietro Boetto, S.I.
- Cardinale Giuseppe Siri
- Cardinale Giacomo Lercaro
- Vescovo Gilberto Baroni
- Cardinale Camillo Ruini
- Arcivescovo Luigi Moretti

La successione apostolica è:
- Vescovo Luigi Marrucci (2011)